# Broken Vow
"Broken Vow" (tạm dịch từ tiếng Anh: "Lời thề bị phá bỏ") là một bài hát nằm trong album tiếng Anh năm 1999 của nữ ca sĩ kiêm sáng tác nhạc người Bỉ-Canada Lara Fabian. Ca khúc được đồng sáng tác bởi Fabian và nhạc sĩ-nhà sản xuất âm nhạc Walter Afanasieff. Giai điệu của bài hát có sử dụng một số phần của tác phẩm cổ điển Concerto số 2 cho piano của nhà soạn nhạc người Nga Sergei Rachmaninoff. Nhiều nghệ sĩ trên thế giới đã phát hành các phiên bản hát lại của "Broken Vow", tiêu biểu trong đó có Josh Groban, Jackie Evancho và Harrison Craig.

## Sáng tác và sản xuất
"Broken Vow" do Fabian đồng sáng tác với Afanasieff. Afanasieff cho biết ông đã "lấy cắp" một số phần của tác phẩm Concerto số 2 cho piano cung Đô thứ, Op. 18 của nhà soạn nhạc người Nga Sergei Rachmaninoff để sáng tác "Broken Vow". Ca khúc là một bản ballad được viết ở giọng Đô trưởng, sử dụng nhịp 4
4 với nhịp độ ở mức 72–73 nhịp trên phút. Trong bài hát, quãng giọng của Fabian trải dài từ nốt trầm G3 đến nốt cao G5, tương đương 2 quãng tám. Bên cạnh việc sáng tác, Afanasieff cũng chơi piano và đảm nhiệm công tác sản xuất cho "Broken Vow". Một dàn nhạc giao hưởng do William Ross chỉ huy và cải biên phần âm nhạc cũng tham gia vào quá trình thu âm bài hát. Ca khúc được thu âm tại phòng thu The Hit Factory ở New York, cũng như tại phòng thu riêng của Afanasieff có tên Wallyworld Studios ở San Francisco. Kỹ sư âm thanh Mick Guzauski cùng trợ lý Tom Bender hoàn thiện phần phối khí của bài hát tại phòng thu Barking Doctor Recording của Guzauski ở Mount Kisco, New York.

## Tiếp nhận phê bình
Trong bài đánh giá album Lara Fabian, tạp chí Billboard nhận xét "Broken Vow" là một bài hát "vô cùng buồn bã" và cũng là một điểm nhấn của album. Biên tập viên cao cấp Chuck Taylor của Billboard xếp "Broken Vow" ở vị trí thứ 4 trong danh sách top 10 ca khúc của năm 2001, với nhận xét rằng ca khúc thể hiện sự "đau buồn tột bậc vì tình yêu".

## Những người thực hiện
Thông tin lấy từ ghi chú trên bìa album Lara Fabian.
"Broken Vow"
- Lara Fabian – sáng tác, hát chính
- Walter Afanasieff – sáng tác, piano, sản xuất, cải biên
- William Ross – cải biên cho dàn nhạc, chỉ huy dàn nhạc
- Dave Reitzas – kỹ sư
- David Gleeson – kỹ sư bổ sung
- Mick Guzauski – phối khí
- Tom Bender – trợ lý phối khí
- Michael McCay – trợ lý kỹ sư
- Luis Costello – trợ lý kỹ sư
- Aaron Lepley – trợ lý kỹ sư
- Tyson Leeper – trợ lý kỹ sư
- Emile Charlap – ký hợp đồng với dàn nhạc

## Xếp hạng
| Bảng xếp hạng (2018)                | Vị trí cao nhất |
| ----------------------------------- | --------------- |
| Pháp Top Singles Téléchargés (SNEP) | 183             |

## Các bản hát lại
Vào năm 2002, nam ca sĩ Josh Groban đã biểu diễn trực tiếp "Broken Vow" trong một chương trình hòa nhạc đặc biệt phát sóng trên mạng truyền hình PBS. Sau đó, Groban đã thu âm một phiên bản hát lại bài hát trong album phòng thu thứ hai Closer (2003). Nam ca sĩ chia sẻ rằng "Broken Vow" "có lẽ là một trong số những ca khúc tuyệt vời nhất nói về tình yêu bị đánh mất mà tôi từng nghe trong đời". Vào năm 2018, Fabian thừa nhận rằng phiên bản của Groban đã giúp "Broken Vow" được khán giả biết đến nhiều hơn. Một số bản hát lại tiêu biểu khác gồm phiên bản của nhóm nhạc G4 trong album phòng thu cùng tên năm 2005, phiên bản của nghệ sĩ dương cầm Jan Vayne và nữ ca sĩ Petra Berger năm 2009, phiên bản của nam ca sĩ Thomas Spencer-Wortley năm 2009, phiên bản của nhóm nhạc The Beartones năm 2013 và phiên bản của George Perris trong album Picture This năm 2014. Ngoài ra, nữ ca sĩ Barbra Streisand từng gọi điện cho Fabian và ngỏ ý rằng bà muốn hát lại "Broken Vow". Vào năm 2003, có tin tức cho biết Streisand sẽ thu âm bài hát cho album phòng thu kế tiếp của bà. Tuy nhiên, cho đến nay, nữ ca sĩ vẫn chưa phát hành bất cứ phiên bản hát lại chính thức nào của "Broken Vow". Vào năm 2011, Fabian viết lại phần lời của bài hát bằng tiếng Pháp cho nữ ca sĩ Jackie Evancho, lấy tựa đề mới là "Imaginer". Evancho thu âm "Imaginer" và phát hành ca khúc trong album phòng thu Dream with Me (2011).

### Phiên bản của Harrison Craig
Vào năm 2013, trong vòng Giấu mặt của chương trình The Voice Úc mùa thứ 2, thí sinh Harrison Craig đã biểu diễn bản hát lại "Broken Vow" và được tất cả bốn huấn luyện viên nhấn nút lựa chọn. Craig lựa chọn vào đội của ca sĩ Seal và cuối cùng trở thành quán quân của mùa giải năm đó. Màn trình diễn "Broken Vow" của Craig sau đó được phát hành thành đĩa đơn ở định dạng kỹ thuật số và được đưa vào album đầu tay More Than a Dream (2013) của anh.
Danh sách bài hát và định dạng
| Đĩa đơn kỹ thuật số năm 2013, nhãn hiệu Universal Music Australia | Đĩa đơn kỹ thuật số năm 2013, nhãn hiệu Universal Music Australia | Đĩa đơn kỹ thuật số năm 2013, nhãn hiệu Universal Music Australia |
| STT                                                               | Nhan đề                                                           | Thời lượng                                                        |
| ----------------------------------------------------------------- | ----------------------------------------------------------------- | ----------------------------------------------------------------- |
| 1.                                                                | "Broken Vow"                                                      | 4:07                                                              |

Xếp hạng
| Bảng xếp hạng (2013) | Vị trí cao nhất |
| -------------------- | --------------- |
| Úc (ARIA)            | 18              |